# Ferreras (Quintana del Castillo)
Ferreras es una localidad española perteneciente al municipio de Quintana del Castillo, en la provincia de León, comunidad autónoma de Castilla y León. Se encuentra en el valle del arroyo de Riofrío y se accede a través de la carretera LE-5418.

## Geografía

### Ubicación
| Noroeste: San Feliz de las Lavanderas | Norte: Escuredo | Noreste: Las Omañas               |
| Oeste: Morriondo                      |                 | Este: San Román de los Caballeros |
| Suroeste Sueros de Cepeda             | Sur: Riofrío    | Sureste: Riofrío                  |

## Demografía
Evolución de la población
| Gráfica de evolución demográfica de Ferreras entre 2000 y 2022     |
|                                                                    |
| Población de derecho (2000-2022) según el padrón municipal del INE |

## Historia
Así se describe a Ferreras en el tomo VIII del Diccionario geográfico-estadístico-histórico de España y sus posesiones de Ultramar, obra impulsada por Pascual Madoz a mediados del siglo XIX:

Lugar en la provincia de León, partido judicial y diócesis de Astorga, audiencia territorial y capitanía general de Valladolid, ayuntamiento de Sueros; Situado en una hondonada; su clima es bastante sano. Tiene 20 casas inclusas las de su barrio de Monriondo; iglesia parroquial (San Juan Bautista) servida por un cura de ingreso y presentación del marqués de Astorga. Confina N Riofrío; E el río Órbigo; S una cordillera de montes, y O Sueros. El terreno es flojo y produce centeno, patatas y yerbas de pasto; cría ganados y alguna caza. Industria: corte de madera y leñas que llevan a Astorga. Población: 18 vecinos, 80 almas. Contribución: con el ayuntamiento.
Diccionario geográfico-estadístico-histórico de España y sus posesiones de Ultramar